# 1. makedonsko-kosovska udarna brigada
Za druge 1. brigade glejte 1. brigada.
1. makedonsko-kosovska udarna brigada je bila prva brigada NOV in PO Makedonije, ki je bila ustanovljena 11. novembra 1943 v Slivovem.

## Organizacija
V sestavi brigade je bila tudi slovenska četa. 